# The Jerusalem Post
The Jerusalem Post est un journal quotidien israélien en langue anglaise fondé en 1932 pendant le mandat britannique et également disponible sur internet. Il est classé à droite et perçu comme conservateur. Le journal quant à lui revendique une ligne indépendante des courants politiques et affirme ouvrir ses colonnes à des intervenants de tous bords.
Une édition hebdomadaire internationale en français a paru jusqu'en février 2018.

## Histoire
Fondé le 1er décembre 1932, soit plus d'une décennie avant la création de l'État d'Israël sous le titre de Palestine Post par Gershon Agron, le journal soutient la bataille pour un foyer national juif en Palestine mandataire et s'oppose ouvertement à la politique britannique sur la restriction de l'immigration juive. Le journal est rebaptisé Jerusalem Post en 1950 après la déclaration d'indépendance.
Il se positionne pendant des décennies au centre gauche et soutient le Parti travailliste israélien jusqu'en 1989 après son rachat par Hollinger Inc., sous le contrôle du magnat conservateur canadien Conrad Black.
Le journal change alors de ligne éditoriale et soutient le Likoud, parti de droite. Un grand nombre de journalistes démissionnent et fondent The Jerusalem Report édité et publié par le Jerusalem Post.
Dans les années 2000, la ligne politique du Jerusalem Post est perçue en Israël comme étant centriste, avec des articles de droite et de gauche.

## Ligne éditoriale
En avril 2016, Yaakov Katz est nommé rédacteur en chef ; il est un ancien correspondant militaire du journal ; il était auparavant également conseiller de l'ancien Premier ministre Naftali Bennett, qui a été à la tête de la formation nationaliste et sioniste religieuse Le Foyer juif, qui a dirigé le parti politique nationaliste Yamina (« À droite »), et qui est un des fondateurs  de l'association de colons Conseil de Yesha.
En mars 2023, Y. Katz est remplacé par Avi Mayer, qui a servi dans l'unité du porte-parole de l'Armée israélienne ; il s'agit d'une personnalité controversée en raison de sa faible expérience dans le domaine du journalisme. Neuf mois plus tard, Avi Mayer est remplacé par Zvika Klein.
Le journal prétend se situer au centre, mais il est considéré depuis des décennies comme étant de droite selon la Jewish Telegraphic Agency (2023). Parmi les anciens rédacteurs du journal figurent Bret Stephens, devenu (en 2023) chroniqueur conservateur au New York Times, et David Horovitz, fondateur du journal de droite Times of Israel.
Les positions du journal sur l'économie sont proches du néolibéralisme. Il prône entre autres, pour réformer le système israélien, le strict contrôle des dépenses publiques, la limitation des aides sociales, une diminution des impôts et la mise en place de lois contre la création d'entreprises monopolistiques.

## Rythme de parution
Le Jerusalem Post est un concurrent du journal de gauche Haaretz qui publie lui aussi une édition en langue anglaise depuis les années 1990. Comme les autres journaux israéliens, le Jerusalem Post paraît tous les jours à l'exception du samedi (jour du Shabbat) et des jours de fêtes juives.

## Propriétaires
Le 16 novembre 2004, Hollinger revend le journal à un éditeur de journaux israéliens de Tel Aviv-Jaffa, Mirkaei Tikshoret Limited. Le groupe de média CanWest Global Communications a annoncé  un accord pour entrer à 50 % dans le capital du journal, mais l'affaire est tombée.
Depuis 2004 c'est l'homme d'affaires Eli Azur qui est le propriétaire du journal.

## Critiques
Au cours des 20 ans pendant lesquels Eli Azur est propriétaire du journal, le Jerusalem Post adopte « des contenus sponsorisés et des conférences lucratives au détriment des normes éthiques et du journalisme traditionnel » selon le magazine Forward.
La qualité du Jerusalem Post dirigé par Avi Mayer a été jugée critiquable. Début décembre 2023, un article du journal accuse Al Jazeera d'avoir publié une photo d'une poupée en la présentant comme un bébé palestinien mort. Des sources indépendantes ont identifié le bébé mort - qui n'était donc nullement une poupée. Avi Mayer a donné comme excuse l'absence de plusieurs rédacteurs à l'occasion du Shabbat. Quant à l'article du Jerusalem Post, il semble qu'il ait relayé des messages sur les réseaux sociaux, toujours selon  le magazine Forward. Selon Rachel Benaim-Abudarham, ancienne journaliste et consultante en médias, cette erreur est symptomatique de dysfonctionnements récents, systémiques, qui affectent le Jerusalem Post.
Avi Mayer a «promu un message d’un porte-parole du gouvernement encourageant les Palestiniens de Gaza à devenir des informateurs israéliens», selon Forward.
Selon Shuki Tausig, rédacteur en chef de The Seventh Eye (en), un magazine israélien qui analyse les médias, « la principale préoccupation du propriétaire du Jerusalem Post est de ne pas faire de journalisme du tout », le propriétaire Eli Azur ayant pour seul objectif de réaliser des profits.
À la suite de la démission de Avi Mayer en 2023, le magazine Forward fait part des analyses des journalistes du Jerusalem Post selon lesquelles « la pression commerciale croissante d’Azur et d’Ashkenazi place Avi Mayer dans une position impossible ». La plupart de ces journalistes se sont exprimés sous couvert d'anonymat parce que le propriétaire du Jerusalem Post exige qu'ils s'abstiennent de communiquer avec la presse.